# Metody historyczne
Metoda historyczna – sposób działania badacza historii, który prowadzi do ustalenia faktu historycznego. W szerszym znaczeniu pojęcie metody historycznej zawiera następujące komponenty: teoretyczne idee i zasady, które określają kierunek badań naukowych danego zjawiska historycznego z uwzględnieniem ich specyfiki i charakteru wyznaczonych celów, a także normy i zasady badań naukowych oraz procedury i techniki pracy ze źródłem historycznym. W węższym rozumowaniu metoda historyczna określa zasady, procedury i techniki pracy badawczej historyka.

## Metody ustalania faktów
Rekonstrukcja
Ustalanie faktów historycznych jest trzecim etapem pracy historyka w procesie badania źródła historycznego – po dekodowaniu źródła i jego krytyce. Na tym etapie następuje przekształcenie informacji źródłowej, co do której stwierdzono jej autentyczność i wiarygodność, w twierdzenie o fakcie historycznym.
Indukcja i dedukcja
W tradycyjnym rozumowaniu dedukcja jest metodą, polegającą na wyciąganiu wniosków na podstawie wiedzy pozaźródłowej, indukcja to wyciąganie wniosków na podstawie źródła. Metoda dedukcyjna charakteryzuje się tym, że twierdzenie o faktach uzyskuje się pośrednio, a wyciągnięte w ten sposób wnioski są prawdopodobne (istnieje prawdopodobieństwo, że są zawodne). Metoda indukcyjna dotyczy ustalania faktów bezpośrednio na podstawie źródła, natomiast pozyskane wnioski tą metodą wnioski względnie charakteryzują się pewnością.
Bezpośrednia i pośrednia
Z metodą bezpośrednią historyk ma do czynienia, gdy ustala fakt historyczny na podstawie informacji o tym fakcie w źródle. Stawianie hipotezy (dekodowanie) i jej uzasadnienie (odwołanie się do wiarygodności i autentyczności źródła oraz korzystanie z wiedzy pozaźródłowej) stanowią całość. W niektórych przypadkach fakt, ustalony na podstawie jednego źródła, należy skonfrontować z poświadczeniem tego samego faktu w innym, niezależnym, źródle. Dzieje się tak, gdy:
- fakt opisany jest, na przykład, w pamiętniku,
- jest uznawany za doniosły,
- jest sprzeczny z dotychczasową historiografią.

Metoda pośrednia polega na ustalaniu faktów o informacje pośrednie, czyli takie, które pochodzą ze źródła i spoza źródła. Jeśli pochodzą ze źródła, to ustalanie faktu historycznego przebiega na podstawie przesłanek, które dotyczą faktu. W przypadku określenia faktu na podstawie informacji niepochodzących ze źródła historyk opiera się o wiedzę pozaźródłową (naukową i potoczną).
Filologiczna
Metoda filologiczna (lub leksykalna) polega na:
- odczytywaniu i interpretacji znaczenia języka, w którym zostało spisane źródło historyczne,
- ustalaniu faktów na podstawie danych językowych. Fakty te są analizowane z wykorzystaniem wiedzy językoznawczej[6].

Geograficzna
W pracy badawczej historyka metoda geograficzna (lub przestrzenna) jest stosowana często. Istnieją dwie odmiany tej metody:
1. Ustalanie faktów i/lub zależności pomiędzy faktami poprzez naniesienie ich na mapie;
2. Posługiwanie się wiedzą geograficzną podczas ustalania faktów historycznych.

Niekiedy można uznać posługiwanie się metodą przestrzenną przez historyka wtedy, gdy w swoich pracach kładzie nacisk na czynniki geograficzne.
Genealogiczna
Metoda genealogiczna bywa stosowana w przypadkach, gdy podczas ustalania faktu, o którym brak jawnej informacji w źródle, korzysta się dodatkowo z dorobku genealogii. Najczęściej podczas stosowania tej metody chodzi o to, aby wydobyć ze źródła ukrytą informację.
Porównawcza
Metoda porównawcza należy do najbardziej potrzebnych instrumentów w pracy historyka. Wykorzystywana jest do:
- ustalania faktów historycznych, które źródło wprost nie podaje,
- późniejszego uzasadnienia hipotezy na temat związków przyczynowych i uogólnień historycznych[9].

Retrogresywna i progresywna
Metoda retrogresywna wykorzystywana jest wówczas, gdy wiadomo, że na danym obszarze w pewnym momencie nastąpił zanik jakiegoś zjawiska, ale można domniemywać, że źródła z wcześniejszego okresu poniekąd obrazują przynajmniej częściowo to zjawisko. Tak dzieje się, na przykład, podczas stagnacji, które następują w osadnictwie lub gospodarce.
Przeciwstawieniem metody retrogresywnej jest metoda progresywna, podczas stosowania której historyk opiera się na źródłach z danego okresu, a nie na późniejszych.
Wnioskowanie z milczenia źródeł
Metoda argumentum ex silentio jest odmianą pośredniego ustalania faktów, gdy historyk stwierdza fakt historyczny niepoświadczony w źródle na podstawie następujących dwóch schematów:
1. Jeżeli fakt historyczny typu ogólnie rejestrowanego miał miejsce, to został zarejestrowany → fakt nie został zarejestrowany → fakt przypuszczalnie nie miał miejsca
2. Jeżeli fakt historyczny typu ogólnie nierejestrowanego miał miejsce, to nie został zarejestrowany → fakt nie został zarejestrowany → fakt mógł mieć miejsce[11]